# Мухаммад Ибрагим Хан
Сардар Мухаммад Ибрагим Хан (урду سردار محمد ابراہیم خان,‎; 22 апреля 1915, Кот Маттай Хан, Джамму и Кашмир, Британская Индия — 31 июля 2003, Исламабад, Пакистан) — политический и государственный деятель Азад-Кашмира, четыре раза занимал пост Президента Азад-Кашмира (1947—1950, 1957—1959,1975—1978 и 1996—2001), юрист.
Прозванный Гази-э-Миллат («Герой нации») и Бани-э-Кашмир («Основатель Азад-Кашмира»). Лидер кашмирской революции, возглавлял Пунчское восстание 1947 года.

## Биография

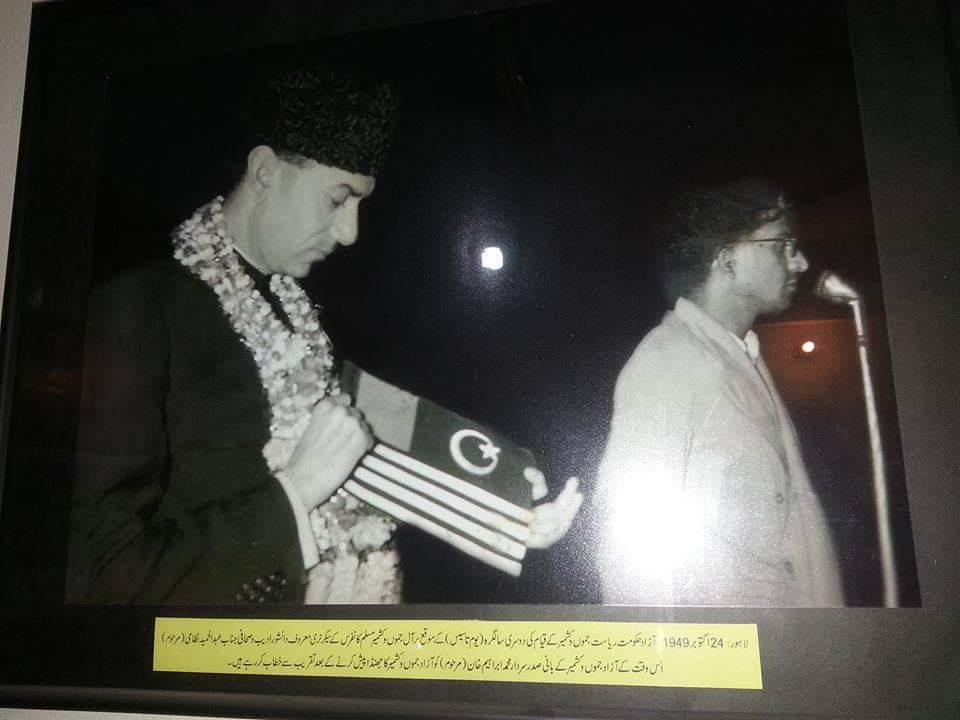
Ибрагим Хан держит флаг Азад-Кашмира

Родился в известной судханской семье. В 1937 году окончил Исламский колледж в Лахоре, позже изучал право в Лондонском университете. После учёбы в Линкольнс-Инн начал юридическую практику в Сринагаре , Кашмир.
В 1946 году победил на выборах в Ассамблею штата Джамму и Кашмир от партии Конференция мусульман всего штата Джамму и Кашмир и стал членом парламента — Праджа Сабха. Сыграл ключевую роль в Пунчском восстании 1947 года и Первой Кашмирской войне . Был организатором восстания, используя бывших солдат Британской индийской армии из числа мусульман, которые сохранили своё оружие после войны и были хорошо вооружены. В июле 1947 года провёл собрание, на котором единогласно была принята резолюция о присоединении штата Кашмир к Пакистану. После 15 месяцев борьбы с индийской армией ополчение Азад-Кашмира подписало соглашение о прекращении огня при посредничестве ООН. Хан и его армия смогли захватить значительную часть трёх западных районов Кашмира, которые были переименованы в Азад-Кашмир (Свободный Кашмир).
Мухаммад Ибрагим Хан был назначен первым президентом Азад-Кашмира в 1948 году. Представлял Кашмир на различных должностях в Организации Объединённых Наций с 1948 по 1971 год.
Умер после продолжительной болезни в возрасте 88 лет.